# Indecisión sobre la vacuna contra la COVID-19 en los Estados Unidos

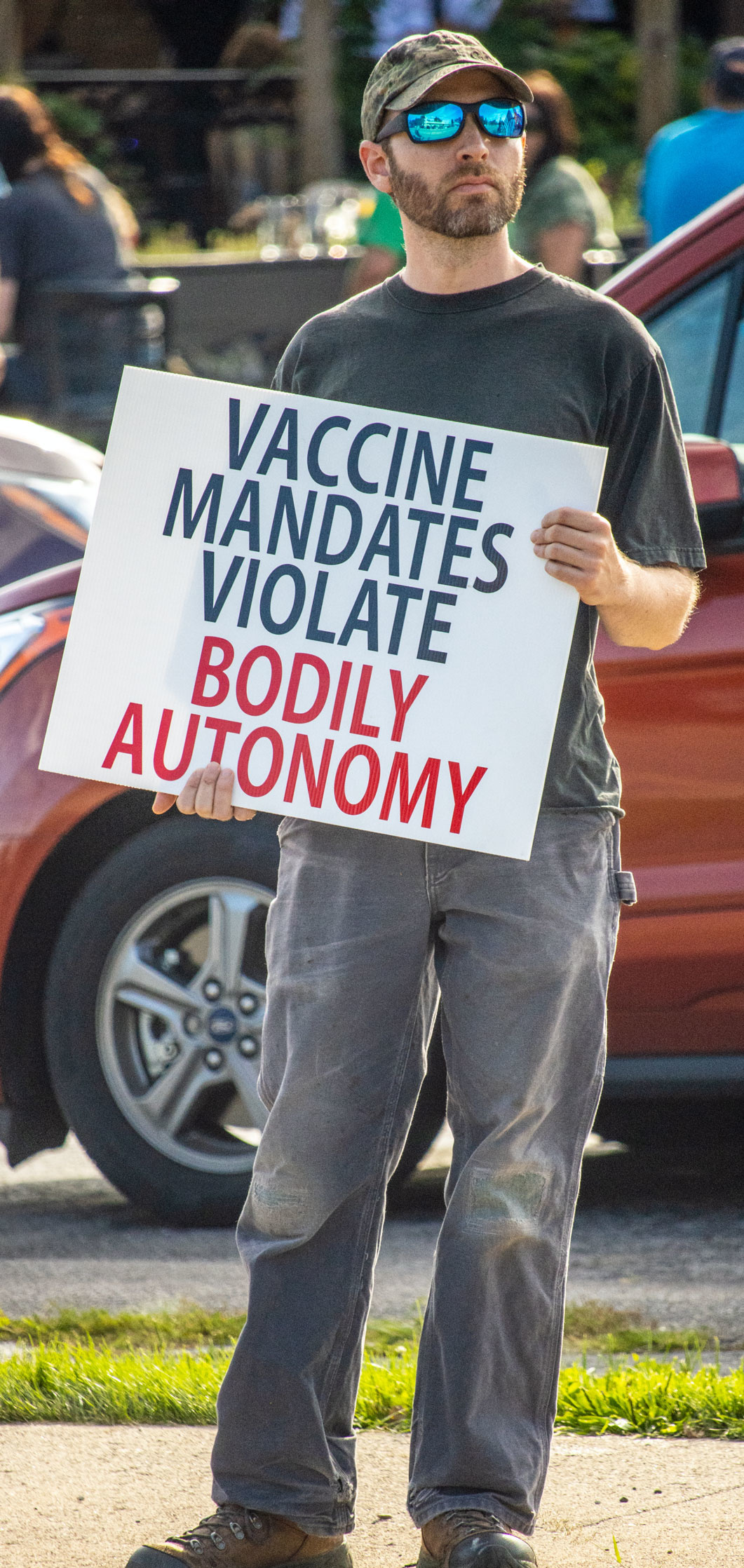
Protesta contra las vacunas y el uso de mascarillas en Worthington, Ohio (14 de agosto de 2021)

La indecisión sobre la vacuna contra la COVID-19 en los Estados Unidos es un fenómeno sociocultural en que las personas muestran inseguridad ante o se niegan a recibir la vacuna contra la COVID-19. La indecisión ante la vacuna contra COVID-19 en los Estados Unidos está relacionada con una historia más amplia de indecisión ante las vacunas en general.

## Historia
En Estados Unidos ha habido indecisión ante las vacunas contra el COVID-19 desde las primeras fases de desarrollo.  Quienes dudan sobre la vacuna contra la COVID-19 no siempre están en contra de todas las vacunas.
Poco después del comienzo de la pandemia de COVID-19, redes sociales antivacunas (preexistentes) iniciaron campañas virtuales y en persona dirigido a ciudadanos de Estados Unidos para desacreditar el desarrollo de las vacunas contra la COVID-19.  Los Influencers antivacunas utilizaron Twitter y otras plataformas de redes sociales para dar información incorrecta sobre las vacunas. Algunos miembros del ámbito médico aseguran que la indecisión ante las vacunas tiene poca credibilidad. Esto hizo que la Federación de Juntas Médicas Estatales emitiese una declaración en julio de 2021 informando que cualquier médico que generara y comunicara información incorrecta o falsa sobre las vacunas se arriesgaría a ser penalizado.
Las dudas del presidente Donald Trump sobre las vacunas alimentaron el escepticismo sobre las mismas entre los votantes republicanos. Fuentes de la Casa Blanca revelaron en marzo de 2021 que Trump y su esposa, Melania, habían recibido en secreto la vacuna contra la COVID-19 en enero. En abril de 2021, Trump se refirió a la vacuna contra la COVID-19 como un "verdadero milagro" y alentó a sus seguidores a inocularse. En septiembre de 2021, Trump reveló al periodista Adam Shapiro que se había vacunado con la Pfizer y animó al público a vacunarse. En la misma entrevista, Trump acusó al presidente Biden por la falta de confianza del público en la vacuna: "Cuando era presidente, todo el mundo quería vacunarse... después de que me fui, la gente no quiere hacerlo y... creo que es porque no tienen confianza en Biden". En diciembre de 2021, Trump calificó la vacuna como "uno de los mayores logros de la raza humana".
Según los datos de una encuesta de Ipsos, la indecisión sobre las vacunas bajó del 63% en septiembre de 2020 al 20% en septiembre de 2021.Este cambio fue acompañado por el cansancio de la población frente al COVID-19, el aumento de casos de la variante Delta y la aprobación formal de la vacuna de Pfizer por parte de la FDA.

## Figuras públicas antivacunas que murieron a causa del COVID-19
Hubo muchas noticias en 2021 sobre opositores a la vacuna murieron a causa de COVID-19, aunque algunos criticaron la práctica por celebrar el sufrimiento de los demás.
En agosto de 2021, varios locutores de radio conservadores que habían desalentado la vacunación contra la COVID-19 o expresado escepticismo hacia la vacuna contra la COVID-19 murieron por complicaciones del COVID-19. Entre ellos se encuentran Marc Bernier (auto-apodado "Mr. Antivax") de Daytona, Florida; Dick Farrel, un activista contra las vacunas que se refirió a la pandemia como una "ESTAFA DEMIC"; Jimmy DeYoung Sr.; y Phil Valentine. En septiembre de 2021, otro locutor de radio conservador antivacunas, Bob Enyart, murió de COVID-19. En noviembre de 2021, Marcus Lamb, un televangelista americano y cofundador de Daystar Television Network, que promovía el escepticismo hacia todas las vacunas, murió de COVID-19. El podcaster antivacunas Doug Kuzma se enfermó poco después de asistir a la conferencia conservadora "ReAwaken America" en diciembre de 2021 y murió de COVID-19 el mes siguiente.
Kelly Ernby, una vicefiscal de distrito de 46 años del condado de Orange, California, candidata a la asamblea estatal de California y crítica de los mandatos de vacunas, murió en enero de 2022 de COVID-19; no estaba vacunada.
Kelly Canon, activista contra las vacunas en Arlington, Texas, murió de COVID-19 en enero de 2022.

## Razones
Las razones de la indecisión ante la vacuna contra la COVID-19 son complejas y varían entre individuos. Incluyen preocupaciones sobre los causan efectos secundarios de la vacuna, querer esperar para ver si la vacuna es segura, información incorrecta sobre las vacunas COVID-19 promocionadas por teorías conspirativas, incluidas creencias incorrectas sobre las vacunas, como que contienen microchips, causan efectos secundarios, infertilidad y alteración genética permanente. La creencia de que la exposición previa al virus conduce a la "inmunidad natural" también es común. Razones adicionales para la indecisión ante la vacuna contra la COVID-19 incluyen temores sobre los riesgos para la salud a largo plazo de la vacunación, creencia en la fortaleza del sistema inmunológico del cuerpo sin la vacuna, desconfianza en el gobierno, y desconfianza en la medicina y las instituciones convencionales. Los edictos gubernamentales contra los mandatos de vacunas, como en Texas, también juegan un papel.

## Desinformación
Los activistas contra la vacunación y otras personas en muchos países han promocionado una variedad de teorías conspirativas infundadas y otros datos incorrectos sobre las vacunas COVID-19 basados en ciencia malinterpretada o mal representada, religión, afirmaciones exageradas sobre efectos secundarios, una idea que afirma que el COVID-19 se transmite por 5G, información incorrecta sobre cómo funciona el sistema inmunitario, cómo se fabrican las vacunas contra la COVID-19 y el tiempo que se tardó en aprobarlas, y otros datos falsos o distorsionados. Esta desinformación ha proliferado y ha hecho que algunas personas se muestran indecisas a la vacunación. Esto ha llevado a los gobiernos y organizaciones privadas de todo el mundo a introducir medidas para fomentar la vacunación, como loterías, mandatos y entrada gratuita a eventos, lo que a su vez ha llevado a una mayor desinformación sobre la legalidad y el efecto de estas medidas.